# Штенкель фон Бентхейм
Штенкель фон Бентхейм (нем. Stenckel von Bentheim, известен также как Sсhenckel von Bentheim) — рыцарь из Вестфалии, живший в XIII веке, участник битвы при Покарвисе. Упоминается Петром из Дусбурга в «Хронике земли Прусской», а также Николаем фон Ерошин в одноимённой рифмованной немецкоязычной версии «Хроники земли Прусской». В 1261 году Штенкель фон Бентхейм принял участие в Прусском крестовом походе в качестве так называемого «гостя» (или «пилигрима» ), то есть добровольного участника Северных крестовых походов. Погиб в битве при Покарвисе. Его гибель описана Николаем фон Ерошин  и Петром из Дусбурга в обеих версиях вышеуказанных хроник:
«...один рыцарь из Вестфалии по имени Штенкель фон Бентхейм… слышал в одной проповеди епископа, что души христиан, убитых в Пруссии, должны вознестись на небо, минуя чистилище; он, пришпорив своего скакуна и нацелив копье, как истинный рыцарь, пронесся по рядам неприятеля, разя язычников направо и налево, и падали они от его ударов и в ту, и в другую сторону. Но на обратном пути, когда он попал в гущу их, его убили...» .
Отпущению грехов, ради которого Штенкель фон Бентхейм бросился в самую гущу сражения, посвящена отдельная глава второй части вышеуказанной хроники, как в версии Петра из Дусбурга, так и в версии Николая фон Ерошин:
«Между тем брат Герман фон Зальца, великий магистр, муж прозорливый и во всем осмотрительный, пришел к господину папе и среди прочих просьб просил и получил крест, чтобы проповедовать от имени апостольского престола в королевствах и провинциях, назначенных тогда в помощь земле Прусской, и дал тот папа, а после — папа Иннокентий IV пилигримам, посещающим Пруссию и Ливонию, привилегии и индульгенции, как давались они идущим в Иерусалим» .